# 불교 용어 목록 (ㅍ)

바로가기:
ㄱ
경
구
ㄴ
ㄷ
ㄹ
ㅁ
명
무
묵
ㅂ
불
ㅅ
삼
삽
선
소
수
시
심
ㅇ
오
온
유
육
이
ㅈ 

정
지
ㅊ
ㅋ
ㅌ
ㅍ
ㅎ

## 파불
파불(破佛)은 극심한 불교 탄압(Persecution of Buddhists)을 뜻한다.

## 팔근
8근(八根)은 22근 가운데
신근(信根) · 근근(勤根) · 염근(念根) · 정근(定根) · 혜근(慧根)의 5선근(五善根)과 미지당지근(未知當知根) · 이지근(已知根) · 구지근(具知根)의 3무루근(三無漏根)을 통칭하는 말이다. 줄여서 신(信) · 근(勤) · 염(念) · 정(定) · 혜(慧) · 미지(未知) · 당지(當知) · 이지(已知) · 구지(俱知)라고도 한다.

## 팔근의 증상
8근의 증상[八根根增上]은 22근 가운데 8가지인 신근 · 근근 · 염근 · 정근 · 혜근 · 미지당지근 · 이지근 · 구지근의 8근(八根)이 가지는 뛰어난 작용력을 말한다.
'근(根)'은 증상력(增上力) 즉 뛰어난 힘 또는 작용력을 가지고 있다는 것을 뜻하는데, 8근은 정증상(淨增上)이라는 뛰어난 작용력을 가지고 있다.
정증상(淨增上)은 정(淨: 청정법, 무루, 선)에 대해 증상력이 있다는 뜻으로, 신(信) · 근(勤) · 염(念) · 정(定) · 혜(慧) · 미지(未知) · 당지(當知) · 이지(已知) · 구지(俱知)의 8근이 온갖 청정법을 섭수(攝受)하여서 생겨나게 하고(즉, 미래의 법이 현재의 법이 되게 하고) 또한 기존의 청정법을 증장시킨다는 것을 말한다.

## 팔무위
8무위(八無爲)는 8종무위(八種無爲)라고도 하며, 유식유가행파의 교학에서 설하는 허공(虛空) · 비택멸(非擇滅) · 택멸(擇滅) · 부동(不動) · 상수멸(想受滅) · 선법진여(善法真如) · 불선법진여(不善法真如) · 무기법진여(無記法真如)의 8가지 무위법(無爲法)을 말한다.

## 팔사
8사(八邪)는 8정도(八正道)의 반대로, 몸[身] · 말[語] · 뜻[意, 마음]으로 행하는 다음의 8가지 종류의 잘못된 행위, 또는 8가지 그릇된 길을 말한다.
8사행(八邪行), 8사지(八邪支) 또는 8사법(八邪法)이라고도 한다.
1. 사견(邪見) · 부정견(不正見) · 악견(惡見)
2. 사사유(邪思惟) · 사지(邪志) · 사사(邪思) · 부정사유(不正思惟)
3. 사어(邪語)
4. 사업(邪業)
5. 사명(邪命) 또는 사활명(邪活命)
6. 사정진(邪精進) 또는 사방편(邪方便)
7. 사념(邪念)
8. 사정(邪定)

## 팔식십명
8식10명(八識十名,
영어: ten names of the eighth consciousness,
ten names of the eighth vijñāna) 또는 제8식10명(第八識十名)은 《종경록(宗鏡錄)》 제50권에 나오는, 제8아뢰야식(第八阿賴耶識)을 가리키는 다음의 10가지 다른 명칭을 말한다.
1. 8식(八識)
2. 화합식(和合識)
3. 장식(藏識)
4. 훈변식(熏變識)
5. 출생식(出生識)
6. 금강지식(金剛智識)
7. 적멸식(寂滅識)
8. 체식(體識)
9. 본각식(本覺識)
10. 일체종지식(一切種智識)

## 팔전
8전(八纏)은 다음의 8가지 수번뇌(隨煩惱)를 말한다. 아래 목록은 《구사론》 제21권에 따른 것이다.
1. 무참(無慚)
2. 무괴(無愧)
3. 질(嫉)
4. 간(慳)
5. 회(悔)
6. 면(眠)
7. 도거(掉舉)
8. 혼침(惛沈):

## 팔혜
8혜(八慧)는 혜(慧)의 8가지 다른 이름인 지(智) · 견(見) · 명(明) · 각(覺) · 해(解) · 혜(慧) · 광(光) · 관(觀)을 말한다. (참고: 혜의 8가지 다른 이름)
보광(普光)의 《구사론기(俱舍論記)》 제26권에 따르면, 8혜(八慧) 즉 혜의 8가지 다른 이름의 의미는 다음과 같다.
1. 지(智): 결단(決斷) 또는 중지(重知: 거듭하여 앎)
2. 견(見): 추구(推求) 또는 현조(現照)
3. 명(明): 조명(照明)
4. 각(覺): 각오(覺悟)
5. 해(解): 달해(達解)
6. 혜(慧): 간택(簡擇)
7. 광(光): 혜광(慧光)
8. 관(觀): 관찰(觀察)

## 평등성지
평등성지(平等性智)는 유식유가행파의 4지(四智)와 밀교의 5지(五智) 가운데 하나로, 오염된 상태의 제7말나식을 전(轉: 질적 변형)하여 증득하는 무루혜로, 일체의 사상(事相: 현상계의 법)과 자타(自他)가 평등하여 하나[不二, 一如]라는 것을 깨달아 대자비심(大慈悲心)을 일으키는 지혜이다.
유식유가행파의 수행 계위인 자량위(資糧位) · 가행위(加行位) · 통달위(通達位) · 수습위(修習位) · 구경위(究竟位)의 5위(五位) 가운데 통달위에서 평등성지의 일부를 증득하고  구경위에서 불과(佛果)를 성취할 때 그 전체를 증득한다.

## 평등향
평등향(平等香)은 좋지도 나쁘지도 않은 냄새를 말한다. 호향(好香: 좋은 냄새) · 오향(惡香: 나쁜 냄새) · 평등향(平等香: 좋지도 나쁘지도 않은 냄새)의 3향(三香)의 하나이다.

## 포살
포살(布薩)은 한 달에 두 번 계경(戒經: 계율이 수록된 경전)을 염송(念誦)하는 것을 듣고 자기 자신을 반성하는 것이다.

## 폭류
대승불교의 유식유가행파의 논서 《유가사지론》 제8권에 따르면,
폭류(暴流)는 번뇌의 다른 이름인 결(結) · 박(縛) · 수면(隨眠) · 수번뇌(隨煩惱) · 전(纏) · 폭류(暴流) · 액(軛) · 취(取) · 계(繫) · 개(蓋) · 주올(株杌) · 구(垢) · 상해(常害) · 전(箭) · 소유(所有) · 근(根) · 악행(惡行) · 누(漏) · 궤(匱) · 소(燒) · 뇌(惱) · 유쟁(有諍) · 화(火) · 치연(熾然) · 조림(稠林) · 구애(拘礙) 가운데 하나이다.
폭류(暴流)는 심난도(深難渡)와 순류표(順流漂)를 뜻한다. 즉, 번뇌가 매우 건너기 어려운 것이며 유정으로 하여금 흐름에 따라 떠내려가게 한다는 것을 뜻한다.

## 푸갈라
푸갈라(팔리어: puggala)는 푸드갈라의 다른 말이다.

## 푸드갈라
푸드갈라 또는 푸갈라(산스크리트어: pudgala,
팔리어: puggala,
영어: ego, soul, individual)는 사람을 뜻한다. 실체로서의 아(我) 또는 인(人)을 뜻하는데, 불교에서는 주로 이기성에 근거한 개체자, 즉 유정(有情) 또는 중생의 '나[我]'를 가리키는 의미에서 사용된다. 음역하여 보가라(補伽羅) · 보특가라(補特伽羅) · 복가라(福伽羅) · 부특가라(富特伽羅) · 부특가야(富特伽耶) · 불가라(弗伽羅)라고도 하며, 번역하여 사부(士夫) · 삭취취(數取趣)라고도 한다. 삭취취(數取趣)는 중생은 번뇌와 업의 인연으로 자주[數] 6취(六趣)에 왕래한다는 뜻의 번역이다.
무아에는 두 종류가 있는데 하나는 보특가라무아(인무아)이고 다른 하나는 법무아이다.
(言無我者 略有二種 一補特伽羅無我 二法無我)— 《대승백법명문론(大乘百法明門論)》

## 피갑
피갑(被甲)은 무착의 《대승아비달마집론》, 안혜의 《대승아비달마잡집론》, 호법 등의 《성유식론》 등에 나오는, 정진(精進) 또는 근(勤)의 5단계의 차별인 피갑(被甲) · 가행(加行) · 무하(無下) · 무퇴(無退) · 무족(無足)의 5정진(五精進) 가운데 하나이다.
피갑(被甲)은 불교 경전에서의 유세(有勢: 세력이 있는 것)를 말하는데, 갑옷[甲]을 입고[被] 군대가 진(陣)을 친 곳에 들어갈 때 두려워하지 않고 큰 위세가 있는 것과 같은 것을 말하는 것으로, 맹렬하고 날카롭게 즐거운 욕구를 일으키는 것을 말한다.

## 피동분
피동분(彼同分, 산스크리트어: tat-sabhāga)에 대해서는 동분(同分)을 참조하십시오.

## 필당상삼매
필당상삼매(畢幢相三昧, 산스크리트어: niyata-dhvaja-ketu)는 결정당상삼매(決定幢相三昧)라고도 하며 108삼매 가운데 언급되는 순서로 제9번째 삼매이다. 제8번째 삼매는 필법성삼매(畢法性三昧)이고 제10번째 삼매는 금강삼매(金剛三昧)이다.
《대지도론》 제47권에서는 다음과 같이 설명하고 있다.
 云何名畢幢相三昧？住是三昧能持諸三昧幢，是名畢幢相三昧。

 
무엇을 필당상(畢幢相)삼매라 하느냐 하면, 이 삼매에 머무르면 모든 삼매의 당기[幢]를 지니게 되나니, 이것을 필당상삼매라 하느니라.
 — 《대지도론》 제47권. 한문본 & 한글본

## 필법성삼매
필법성삼매(畢法性三昧, 산스크리트어: dharma-dhātu-niyata)는 법계결정삼매(法界決定三昧)라고도 하며 108삼매 가운데 언급되는 순서로 제8번째 삼매이다. 제7번째 삼매는 관정삼매(觀頂三昧)이고 제9번째 삼매는 필당상삼매(畢幢相三昧)이다.
《대지도론》 제47권에서는 다음과 같이 설명하고 있다.
 云何名畢法性三昧？住是三昧決定知法性，是名畢法性三昧。

 
무엇을 필법성(畢法性)삼매라 하느냐 하면, 이 삼매에 머무르면 기필코 법의 성품을 알게 되나니, 이것을 필법성삼매라 하느니라.
 — 《대지도론》 제47권. 한문본 & 한글본

## 핍박
핍박(逼迫, 산스크리트어: pīḍā)의 일반 사전적인 뜻은 억누르고 괴롭힘이며, 한자어 문자 그대로의 뜻은 '형편이 쪼들리고 어렵게 함, 내몸, 다그침'이다. 산스크리트어 피다(pīḍā)는 고통(pain), 괴로움(suffering), 약올림(annoyance), 해침(harm), 상처입힘(injury), 방해(violation), 손상(damage), 황폐화(devastation), 제약(restriction), 제한(limitation)을 뜻한다.
《구사론》에 따르면, 다른 유정에 대한 핍박은 수번뇌 가운데 하나인 해(害)의 마음작용의 본질적 성질이다.
3수(三受) 가운데 고수(苦受)는 '몸과 마음이 받는 핍박의 느낌' 또는 '몸과 마음을 핍박하는 느낌'으로 정의되기도 한다. 마찬가지로, 고(苦)는 몸과 마음이 핍박을 받고 있는 고뇌(苦惱)의 상태로 정의되기도 한다.

## 참고 문헌
- 이 문서에는 다음커뮤니케이션(현 카카오)에서 GFDL 또는 CC-SA 라이선스로 배포한 글로벌 세계대백과사전의 내용을 기초로 작성된 글이 포함되어 있습니다.
- 가전연자 지음, 승가제바·축불념 한역, 권오민 번역 (K.943, T.1543). 《아비담팔건도론》. 한글대장경 검색시스템 - 전자불전연구소 / 동국역경원. K.943(24-695), T.1543(26-771).
- 고려대장경연구소. 《고려대장경 전자 불교용어사전》. 고려대장경 지식베이스 / (사)장경도량 고려대장경연구소.
- 고익진 (1989). 《한국 고대 불교 사상사》. 동국대학교 출판부.
- 곽철환 (2003). 《시공 불교사전》. 시공사 / 네이버 지식백과.
- 구나발타라(求那跋陀羅) 한역 (K.650, T.99). 《잡아함경》. 한글대장경 검색시스템 - 전자불전연구소 / 동국역경원. K.650(18-707), T.99(2-1).
- 구나발타라 한역, 번역자 미상 (K.54, T.353). 《승만경》. 한글대장경 검색시스템 - 전자불전연구소 / 동국역경원. K.54(6-1361), T.353(12-217).
- 구마라습 한역, 차차석 번역 (K.991, T.614). 《좌선삼매경》. 한글대장경 검색시스템 - 전자불전연구소 / 동국역경원. K.991(30-128), T.614(15-269).
- 권오민 (1991). 《경량부철학의 비판적 체계 연구》. 동국대학원 철학박사 학위논문.
- 권오민 (2003). 《아비달마불교》. 민족사.
- 담무참 한역, 번역자 미상 (K.105, T.374). 《대반열반경》. 일명 《북본열반경》. 한글대장경 검색시스템 - 전자불전연구소 / 동국역경원. K.105(9-1), T.374(12-365).
- 목건련 지음, 현장 한역, 송성수 번역 (K.945, T.1537). 《아비달마법온족론》. 한글대장경 검색시스템 - 전자불전연구소 / 동국역경원. K.945(24-1091), T.1537(26-453).
- 무착 지음, 바라파밀다라 한역, 이영무 번역 (K.586, T.1604). 《대승장엄경론》. 한글대장경 검색시스템 - 전자불전연구소 / 동국역경원. K.586(16-843), T.1604(31-589).
- 무착 지음, 현장 한역 (K.571, T.1602). 《현양성교론》. 한글대장경 검색시스템 - 전자불전연구소 / 동국역경원. K.571(16-1), T.1602(31-480).
- 무착 지음, 현장 한역, 이한정 번역 (K.572, T.1605). 《대승아비달마집론》. 한글대장경 검색시스템 - 전자불전연구소 / 동국역경원. K.572(16-157), T.1605(31-663).
- 미륵 지음, 현장 한역, 강명희 번역 (K.614, T.1579). 《유가사지론》. 한글대장경 검색시스템 - 전자불전연구소 / 동국역경원. K.570(15-465), T.1579(30-279).
- 법구 지음, 승가발마 등 한역, 김형준 번역 (K.960, T.1552). 《잡아비담심론》. 한글대장경 검색시스템 - 전자불전연구소 / 동국역경원. K.960(28-391), T.1552(28-869).
- 법승 지음, 승가제바·혜원 한역, 김재천 번역 (K.959, T.1550). 《아비담심론》. 한글대장경 검색시스템 - 전자불전연구소 / 동국역경원. K.959 (28-355), T.1550 (28-809).
- 법장 술, 노혜남 번역 (K.1513, T.1733). 《화엄경탐현기》. 한글대장경 검색시스템 - 전자불전연구소 / 동국역경원. K.1513(47-458), T.1733(35-107).
- 불타야사·축불념 한역, 번역자 미상 (K.647, T.1). 《장아함경》. 한글대장경 검색시스템 - 전자불전연구소 / 동국역경원. K.647(17-815), T.1(1-1).
- 사리자 설, 현장 한역, 송성수 번역 (K.946, T.1536). 《아비달마집이문족론》. 한글대장경 검색시스템 - 전자불전연구소 / 동국역경원. K.946(24-1183), T.1536(26-367).
- 서정형 (2004). 《나가르주나 『중론』(해제)》. 서울대학교 철학사상연구소 / 네이버 지식백과.
- 서정형 (2004b). 《『밀린다팡하』(해제)》. 서울대학교 철학사상연구소 / 네이버 지식백과.
- 세우 지음, 구나발타라·보리야사 한역, 송성수 번역 (K.950, T.1541). 《중사분아비담론》. 한글대장경 검색시스템 - 전자불전연구소 / 동국역경원. K.950(25-271), T.1541(26-627).
- 세우 지음, 현장 한역, 송성수 번역 (K.949, T.1542). 《아비달마품류족론》. 한글대장경 검색시스템 - 전자불전연구소 / 동국역경원. K.949(25-149), T.1542(26-692).
- 세친 지음, 현장 한역, 권오민 번역 (K.955, T.1558). 《아비달마구사론》. 한글대장경 검색시스템 - 전자불전연구소 / 동국역경원. K.955(27-453), T.1558(29-1).
- 세친 지음, 현장 한역, 김묘주 번역 (K.594, T.1597). 《섭대승론석》. 한글대장경 검색시스템 - 전자불전연구소 / 동국역경원. K.594(17-76), T.1597(31-321).
- 세친 지음, 현장 한역, 송성수 번역 (K.618, T.1612). 《대승오온론》. 한글대장경 검색시스템 - 전자불전연구소 / 동국역경원. K.618(17-637), T.1612(31-848).
- 세친 지음, 현장 한역, 송성수 번역 (K.644, T.1614). 《대승백법명문론》. 한글대장경 검색시스템 - 전자불전연구소 / 동국역경원. K.644(17-808), T.1614(31-855).
- 승가제바(僧伽提婆) 한역. 《중아함경》. 한글대장경 검색시스템 - 전자불전연구소 / 동국역경원.
- 안혜 지음, 지바하라 한역, 조환기 번역 (K.619, T.1613). 《대승광오온론》. 한글대장경 검색시스템 - 전자불전연구소 / 동국역경원. K.619(17-641), T.1613(31-850).
- 안혜 지음, 현장 한역, 이한정 번역 (K.576, T.1605). 《대승아비달마잡집론》. 한글대장경 검색시스템 - 전자불전연구소 / 동국역경원. K.576(16-228), T.1606(31-694).
- 오백 아라한 지음, 현장 한역, 송성수 번역 (K.952, T.1545). 《아비달마대비바사론》. 한글대장경 검색시스템 - 전자불전연구소 / 동국역경원. K.952(26-1,27-1), T.1545(27-1).
- 운월 (2005). 《근본불교의 수행체계에 대하여》. 한국선학회.
- 운허.  동국역경원 편집, 편집. 《불교 사전》.
- 용수 지음, 구마라습 한역, 김성구 번역 (K.549, T.1509). 《대지도론》. 한글대장경 검색시스템 - 전자불전연구소 / 동국역경원. K.549(14-493), T.1509(25-57).
- 용수 지음, 구마라습 한역, 박인성 번역 (K.577, T.1564). 《중론》. 한글대장경 검색시스템 - 전자불전연구소 / 동국역경원. K.577(16-350), T.1564(30-1).
- 제바설마 지음, 현장 한역, 송성수 번역 (K.947, T.1539). 《아비달마식신족론》. 한글대장경 검색시스템 - 전자불전연구소 / 동국역경원. K.947 (25-1), T.1539 (26-531).
- 중현 지음, 현장 한역, 권오민 번역 (K.956, T.1562). 《아비달마순정리론》. 한글대장경 검색시스템 - 전자불전연구소 / 동국역경원. K.956(27-680), T.1562(29-329).
- 중현 지음, 현장 한역, 권오민 번역 (K.957, T.1563). 《아비달마장현종론》. 한글대장경 검색시스템 - 전자불전연구소 / 동국역경원. K.957(28-1), T.1563(29-777).
- 축불념 한역, 노혜능 번역 (K.530, T.1485). 《보살영락본업경》. 한글대장경 검색시스템 - 전자불전연구소 / 동국역경원. K.530(14-374), T.1485(24-1010).
- 최봉수 (1999). 〈색온에서의 색의 의미 - 구사론과 청정도론의 색온론을 비교하여〉. 《불교학보》.
- 현장 한역, 김달진 번역 (K.154, T.676). 《해심밀경》. 한글대장경 검색시스템 - 전자불전연구소 / 동국역경원. K.154(10-709), T.676(16-688).
- 호법 등 지음, 현장 한역, 김묘주 번역 (K.614, T.1585). 《성유식론》. 한글대장경 검색시스템 - 전자불전연구소 / 동국역경원. K.614(17-510), T.1585(31-1).
- 황욱 (1999). 《무착[Asaṅga]의 유식학설 연구》. 동국대학원 불교학과 박사학위논문.
- (영어) Bodhi, Bhikkhu (trans.) (2000). 《The Connected Discourses of the Buddha: A Translation of the Samyutta Nikaya》. Boston: Wisdom Publications. ISBN 0-86171-331-1.
- (영어) Dawson, John (1888). 《A Classical Dictionary Of Hindu Mythology And Religion Geography History And Literature》. London: Trübner.
- (영어) DDB. 《Digital Dictionary of Buddhism (電子佛教辭典)》. Edited by A. Charles Muller.
- (영어) Macdonell, Arthur Anthony (1929). 《A practical Sanskrit dictionary with transliteration, accentuation, and etymological analysis throughout》. London: Oxford University Press.
- (영어) Gethin, R.M.L. (1992). 《The Buddhist Path to Awakening: A Study of the Bodhi-Pakkhiyā Dhammā》. Leiden: E.J. Brill. ISBN 90-04-09442-3.
- (영어) Rhys Davids, Caroline A.F. ([1900], 2003). 《Buddhist Manual of Psychological Ethics, of the Fourth Century B.C., Being a Translation, now made for the First Time, from the Original Pāli, of the First Book of the Abhidhamma-Piṭaka, entitled Dhamma-Saṅgaṇi (Compendium of States or Phenomena)》. Whitefish, MT: Kessinger Publishing. ISBN 0-7661-4702-9.
- (영어) Sanskrit and Tamil Dictionaries. 《Cologne Digital Sanskrit Dictionaries》. Institute of Indology and Tamil Studies, Cologne University (www.sanskrit-lexicon.uni-koeln.de).
- (영어) Rhys Davids, T.W. & William Stede (eds.) (1921-5). 《The Pali Text Society's Pali–English Dictionary》. Chipstead: Pali Text Society.
- (영어) Thanissaro Bhikkhu (1996, 1998). 《Wings to Awakening》. Retrieved 2008-07-07 from "Access to Insight" at http://www.accesstoinsight.org/lib/authors/thanissaro/wings/index.html.
- (중국어) 가다연니자 조, 현장 한역 (T.1544). 《아비달마발지론(阿毘達磨發智論)》. 대정신수대장경. T26, No. 1544, CBETA.
- (중국어) 가전연자 지음, 승가제바·축불념 한역 (T.1543). 《아비담팔건도론(阿毘曇八犍度論)》. 대정신수대장경. T26, No. 1543, CBETA.
- (중국어) 구나발타라(求那跋陀羅) 한역 (T.99). 《잡아함경(雜阿含經)》. 대정신수대장경. T2, No. 99, CBETA.
- (중국어) 구나발타라 한역 (T.353). 《승만경(勝鬘經)》. 대정신수대장경. T12, No. 353, CBETA.
- (중국어) 구마라습 한역 (T.614). 《좌선삼매경(坐禪三昧經)》. 대정신수대장경. T15, No. 614, CBETA. }
- (중국어) 규기 찬 (T.1830). 《성유식론술기(成唯識論述記)》. 대정신수대장경. T43, No. 1830, CBETA.
- (중국어) 규기 찬 (T.1861). 《대승법원의림장(大乘法苑義林章)》. 대정신수대장경. T45, No. 1861, CBETA.
- (중국어) 길장 찬 (T.1744). 《승만보굴(勝鬘寶窟)》. 대정신수대장경. T37, No. 1744, CBETA.
- (중국어) 담무참 한역 (T.374). 《대반열반경(大般涅槃經)》. 일명 《북본열반경》. 대정신수대장경. T12, No. 374, CBETA.
- (중국어) 목건련 조, 현장 한역 (T.1537). 《아비달마법온족론(阿毘達磨法蘊足論)》. 대정신수대장경. T26, No. 1537, CBETA.
- (중국어) 무착 조, 바라파밀다라 한역 (T.1604). 《대승장엄경론(大乘莊嚴經論)》. 대정신수대장경. T31, No. 1604, CBETA.
- (중국어) 무착 조, 현장 한역 (T.1602). 《현양성교론(顯揚聖教論)》. 대정신수대장경. T31, No. 1602, CBETA.
- (중국어) 무착 조, 현장 한역 (T.1605). 《대승아비달마집론(大乘阿毘達磨集論)》. 대정신수대장경. T31, No. 1605, CBETA.
- (중국어) 미륵 조, 현장 한역 (T.1579). 《유가사지론(瑜伽師地論)》. 대정신수대장경. T30, No. 1579. CBETA.
- (중국어) 법구 조, 승가발마 등 한역 (T.1552). 《잡아비담심론(雜阿毘曇心論)》. 대정신수대장경. T28, No. 1552, CBETA.
- (중국어) 법승 조, 승가제바·혜원 한역 (T.1550). 《아비담심론(阿毘曇心論)》. 대정신수대장경. T28, No. 1550, CBETA.
- (중국어) 법운 편찬 (T.2131). 《번역명의집(翻譯名義集)》. 대정신수대장경. T54, No. 2131, CBETA.
- (중국어) 법장 술 (T.1733). 《화엄경탐현기(華嚴經探玄記)》. 대정신수대장경. T35, No. 1733, CBETA.
- (중국어) 佛門網. 《佛學辭典(불학사전)》.
- (중국어) 불타야사·축불념 한역 (T.1). 《장아함경(長阿含經)》. 대정신수대장경. T1, No. 1, CBETA. }
- (중국어) 사리자 설, 현장 한역 (T.1536). 《아비달마집이문족론(阿毘達磨集異門足論)》. 대정신수대장경. T26, No. 1536, CBETA.
- (중국어) 색건타라 조, 현장 한역 (T.1554). 《입아비달마론(入阿毘達磨論)》. 대정신수대장경. T28, No. 1554, CBETA. }
- (중국어) 星雲. 《佛光大辭典(불광대사전)》 3판.
- (중국어) 세우 조, 구나발타라·보리야사 한역 (T.1541). 《중사분아비담론(眾事分阿毘曇論)》. 대정신수대장경. T26, No. 1541, CBETA.
- (중국어) 세우 조, 현장 한역 (T.1542). 《아비달마품류족론(阿毘達磨品類足論)》. 대정신수대장경. T26, No. 1542, CBETA.
- (중국어) 세친 조, 진제 한역 (T.1559). 《아비달마구사석론(阿毘達磨俱舍釋論)》. 대정신수대장경. T29, No. 1559, CBETA.
- (중국어) 세친 조, 현장 한역 (T.1558). 《아비달마구사론(阿毘達磨俱舍論)》. 대정신수대장경. T29, No. 1558, CBETA.
- (중국어) 세친 조, 현장 한역 (T.1597). 《섭대승론석(攝大乘論釋)》. 대정신수대장경. T31, No. 1597, CBETA.
- (중국어) 세친 조, 현장 한역 (T.1612). 《대승오온론(大乘五蘊論)》. 대정신수대장경. T31, No. 1612, CBETA.
- (중국어) 세친 조, 현장 한역 (T.1614). 《대승백법명문론(大乘百法明門論)》. 대정신수대장경. T31, No. 1614, CBETA.
- (중국어) 세친 조, 현장 한역, 규기 주해 (T.1836). 《대승백법명문론해(大乘百法明門論解)》. 대정신수대장경. T44, No. 1836_, CBETA.
- (중국어) 승가제바(僧伽提婆) 한역 (T.26). 《중아함경(中阿含經)》. 대정신수대장경. T1, No. 26, CBETA.
- (중국어) 阿含辭典. 《阿含辭典(아함사전)》.
- (중국어) 안혜 조, 지바하라 한역 (T.1613). 《대승광오온론(大乘廣五蘊論)》. 대정신수대장경. T31, No. 1613, CBETA.
- (중국어) 안혜 조, 현장 한역 (T.1606). 《대승아비달마잡집론(大乘阿毘達磨雜集論)》. 대정신수대장경. T31, No. 1606, CBETA.
- (중국어) 연수 편찬 (T.2016). 《종경록(宗鏡錄)》. 대정신수대장경. T48, No. 2016, CBETA.
- (중국어) 오백 아라한 조, 현장 한역 (T.1545). 《아비달마대비바사론(阿毘達磨大毘婆沙論)》. 대정신수대장경. T27, No. 1545, CBETA.
- (중국어) 용수 조, 구마라습 한역 (T.1509). 《대지도론(大智度論)》. 대정신수대장경. T25, No. 1509, CBETA. }
- (중국어) 용수 조, 구마라습 한역 (T.1564). 《중론(中論)》. 대정신수대장경. T30, No. 1564, CBETA.
- (중국어) 원측 찬 (X.369). 《해심밀경소(解深密經疏)》. 만신찬속장경. X21, No. 369, CBETA.
- (중국어) 원휘(圓暉) (T.1823). 《구사론송소론본(俱舍論頌疏論本)》. 대정신수대장경. T41, No. 1823, CBETA.
- (중국어) 丁福保. 《佛學大辭典(불학대사전)》. 一行佛學辭典搜尋.
- (중국어) 제관 록 (T.1931). 《천태사교의(天台四教儀)》. 대정신수대장경. T46, No. 1931, CBETA.
- (중국어) 제바설마 조, 현장 한역 (T.1539). 《아비달마식신족론(阿毘達磨識身足論)》. 대정신수대장경. T26, No. 1539, CBETA.
- (중국어) 중현 조, 현장 한역 (T.1562). 《아비달마순정리론(阿毘達磨順正理論)》. 대정신수대장경. T29, No. 1562, CBETA.
- (중국어) 중현 조, 현장 한역 (T.1563). 《아비달마장현종론(阿毘達磨藏顯宗論)》. 대정신수대장경. T29, No. 1563, CBETA.
- (중국어) 지의 설, 관정 록 (T.1783). 《금광명경현의(金光明經玄義)》. 대정신수대장경. T39, No. 1783, CBETA. }
- (중국어) 지의 설, 법신 기 (T.1916). 《석선바라밀차제법문(釋禪波羅蜜次第法門)》. 대정신수대장경. T46, No. 1916, CBETA.
- (중국어) 축불념 한역 (T.1485). 《보살영락본업경(菩薩瓔珞本業經)》. 대정신수대장경. T24, No. 1485, CBETA.
- (중국어) 현장 한역 (T.1563). 《해심밀경(解深蜜經)》. 대정신수대장경. T16, No. 676, CBETA.
- (중국어) 혜원 찬 (T.1851). 《대승의장(大乘義章)》. 대정신수대장경. T44, No. 1851, CBETA.
- (중국어) 호법 등 지음, 현장 한역 (T.1585). 《성유식론(成唯識論)》. 대정신수대장경. T31, No. 1585, CBETA.